# X (album INXS)
X – siódmy album studyjny australijskiego zespołu rockowego INXS. Wydany 21 września 1990 roku przez wytwórnię Atlantic Records. 

## Lista utworów
1. "Suicide Blonde" (3:52)
2. "Disappear" (4:10)
3. "The Stairs" (4:56)
4. "Faith in Each Other" (4:09)
5. "By My Side" (3:06)
6. "Lately" (3:37)
7. "Who Pays the Price" (3:37)
8. "Know the Difference" (3:17)
9. "Bitter Tears" (3:49)
10. "On My Way" (2:55)
11. "Hear That Sound" (4:10)

- W 2002 roku ukazała się reedycja albumu z utworami ulepszonymi dźwiękowo oraz z pięcioma dotąd niewydanymi:

1. "Waiting To Be Free"
2. "Deepest Red"
3. "Salvation Jane (Demo)
4. "Who Pays The Price" (Demo)
5. "Dark Of Night" (Demo)

## Single
- "Suicide Blonde" (VIII 1990)
- "Disappear" (1990)
- "By My Side" (III 1991)
- "Bitter Tears" (1991)
- "The Stairs" (1991)